# Cymindis etrusca
Cymindis etrusca es una especie de escarabajo de la familia Carabidae.

## Distribución geográfica
Se distribuye por la mitad occidental del sur de Europa.